# Bechtsrieth
Bechtsrieth – miejscowość i gmina w Niemczech, w kraju związkowym Bawaria, w rejencji Górny Palatynat, w regionie Oberpfalz-Nord, w powiecie Neustadt an der Waldnaab, wchodzi w skład wspólnoty administracyjnej Schirmitz. Leży w Lesie Czeskim, około 10 km na południowy wschód od Neustadt an der Waldnaab, przy drodze B22.

## Dzielnice
W skład gminy wchodzą dwie dzielnice: Bechtsrieth i Trebsau.